# Hesperempis
Hesperempis is een geslacht van insecten uit de familie van de dansvliegen (Empididae), die tot de orde tweevleugeligen (Diptera) behoort.

## Soorten
- H. mabelae (Melander, 1902)
- H. sanduca Melander, 1928